# Histoire de la rage
La rage est une maladie qui a marqué l'histoire humaine tant d'un point de vue médical que sociétal. Sa propagation mondiale a accompagné les migrations humaines, plus précisément celles de notre ère et plus particulièrement les migrations eurasiatiques. Si la rage a aujourd'hui une répartition mondiale, on peut retracer son apparition sur d'autres continents à travers des témoignages historiques et archéologiques.
La rage marque a sa façon les sociétés humaines qui y sont confrontées, que ce soit la perception qu'on avait de ce phénomène et les mythes que cela a engendré, ou que ce soit d'un point de vue plus pragmatique les connaissances médicales et les traitements tentés au cours de l'Histoire.

## Histoire de la maladie

### Origine
Le réservoir primitif du virus de la rage parait être celui de certaines chauves-souris qui peuvent être porteuses saines, ou malades selon les espèces. D'après une étude phylogénétique, le virus rabique aurait évolué à partir de rhabdovirus d'insecte, il y a environ dix mille ans. Le virus rabique actuel serait passé des chauves-souris aux carnivores, il y a près de 900 à 1500 ans, ce qui n'exclut pas que d'autres passages aient eu lieu auparavant,,.

### Dans le monde
L'histoire de la rage en dehors de l'Eurasie est peu connue. En Afrique, des cas sporadiques ou groupés sont notés en Éthiopie avant le XXe siècle. La rage n'existait pas en Australie et en Nouvelle-Zélande avant la colonisation anglaise à partir de 1788, et il parait en être de même pour les îles du Pacifique.

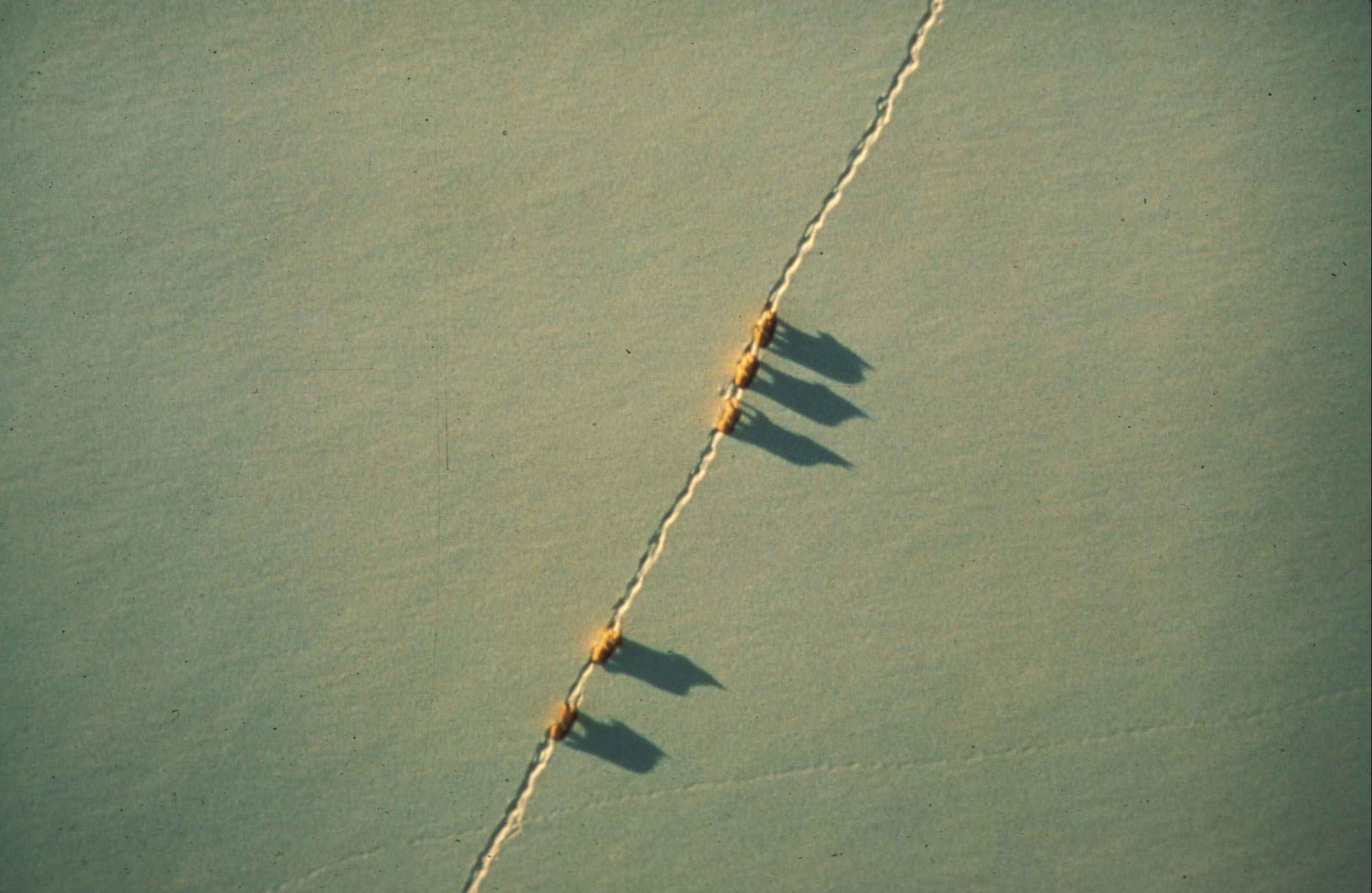
Vue aérienne de cinq loups arctiques traçant un passage dans la neige.

L'origine de la rage dans le Nouveau Monde n'est pas claire. Il est possible que la rage des chauves-souris ait été déjà présente à l'ère pré-colombienne. De même la rage du renard polaire et du loup arctique a dû circuler de la Sibérie à l'Alaska, il y a des milliers d'années. La tradition orale des Esquimaux suggère qu'ils connaissaient la rage bien avant d'entrer en contact avec les européens.
Cependant, les premières sources européennes ne mentionnent pas de cas de rage dans la faune américaine. Une publication espagnole de 1579 nie expressément l'existence de rage en Amérique. Les premiers rapports de cas de rage en Amérique sont datés du XVIIIe siècle, par exemple au Mexique (1709), à Cuba (1719), en Virginie (1753), en Caroline du Nord (1762), en Nouvelle-Angleterre (1768), au Pérou (1803). Le fait que la rage soit une maladie évidente et spectaculaire, connue des médecins et des populations de colons, donne à penser que la rage américaine, au moins en Amérique tempérée, est une importation européenne.

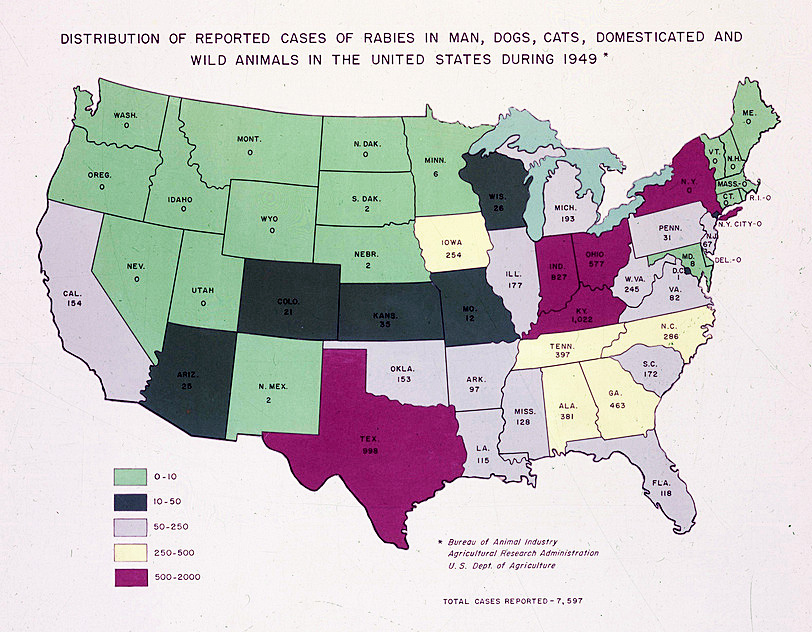
Épidémiologie de la rage par État américain en 1949 ; Archives médicales militaires américaines.

Au XIXe siècle, la rage est largement répandue dans la faune sauvage d'Amérique du Nord, en particulier la rage de la mouffette signalée dans les Grandes Plaines et en Californie dans les années 1830-1850. Au XXe siècle, la plupart des cas de rage sont signalés chez le chien, mais après son déclin par vaccination et contrôle de population, on prête attention à la rage d'autres espèces animales, comme celles du raton-laveur décrite en 1936 ou de la chauve-souris en 1953.
Au cours du XXe siècle, la rage humaine devient une maladie rare dans les pays développés. Par exemple, on compte 236 cas de rage humaine aux États-Unis de 1946 à 1965 , et moins de 2 cas par an dans les années 1990 ; au Canada, 21 cas de 1924 à 1986.
Les cas humains sont relativement cent à mille fois plus nombreux en Afrique ou en Asie. Ainsi dans les années 1980, on comptait plus de 400 cas par an en Éthiopie, et jusqu'à vingt mille par an en Inde.

### Europe
Faute de données précises, l'épidémiologie de la rage humaine et animale est difficile à retracer avant le XXe siècle. En Europe, les signalements sont nombreux, mais ne concernent que des cas isolés ou de rares cas groupés. En Franconie, une invasion de loups enragés est survenue en 1271, attaquant les troupeaux et tuant 30 personnes. Une épizootie de rage du renard est signalée à Francfort en 1563.
En Alsace, les archives ont conservé des documents par lesquels l'abbé de Wissembourg en 1260, le magistrat de Riquewihr en 1553 et en 1614 ont interdit à plusieurs reprises de vendre au marché la chair d’animaux mordus par les loups. Cette viande dite « Wolfbissig Fleisch » devait être enterrée pour éviter tout risque de contagion.
La rage semble en extension en Europe occidentale à partir du XVIe siècle, probablement en raison d'une croissance démographique perturbant les habitats de la faune sauvage, avec multiplication des contacts entre animaux sauvages et domestiques, notamment lors du marronnage.

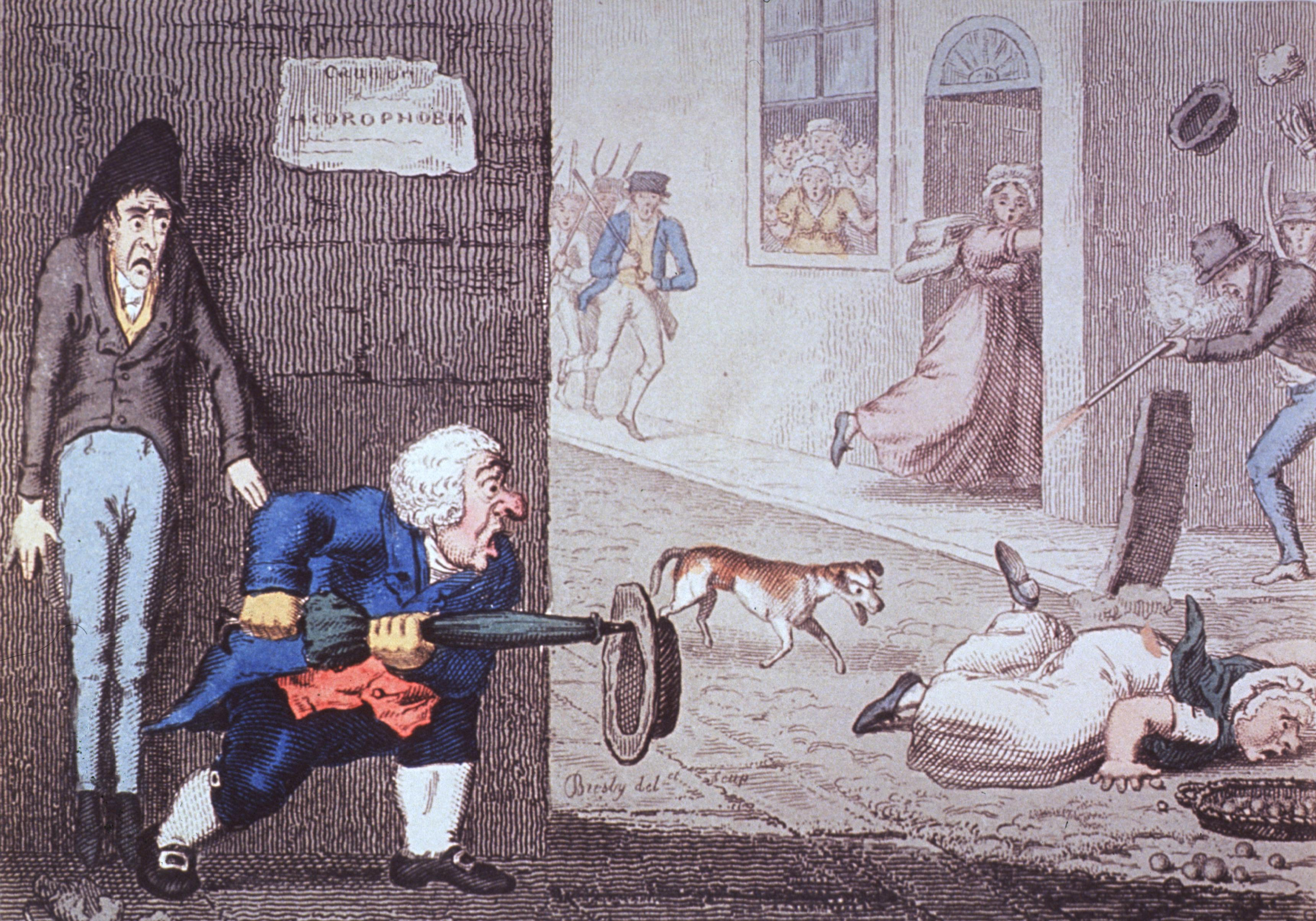
Caricature de Thomas Lord Busby, Londres, 1826.

Les premières villes à édicter des lois contre les chiens errants furent Nancy en 1701 et Paris en 1725. Une grande épizootie de rage est survenue en 1719-1728, couvrant la Hongrie, la Silésie, l'Allemagne et la France. La Grande-Bretagne est touchée en 1734-1735. La rage devient commune dans la région de Londres, en France, en Espagne, et en Italie en 1759-1763.
Au XIXe siècle, une rage vulpine (rage du renard) apparait dans le Jura en 1803, elle s'étend à la Suisse, l'Autriche et l'Allemagne, en persistant jusqu'aux années 1830. En janvier 1847, Victor Hugo signale qu’environ quinze chiens atteints de la rage sont tués chaque année à Paris et qu’il y meurt en moyenne deux personnes mordues . La rage des loups, renards et chiens est présente en Europe tout au long du siècle en causant plusieurs centaines de décès humains.
Au XXe siècle, la rage décline, aussi bien chez les animaux sauvages et domestiques que chez les humains. Apparemment en raison de l'élimination du loup, de la vaccination des animaux domestiques, et du contrôle des chiens errants dans les villes et aux frontières, ce qui est plus facile pour les pays insulaires. En Irlande, le dernier cas humain autochtone est survenu en 1903, et en Grande-Bretagne en 1922.

### France
Depuis 2002, un ensemble de données historiques sur les loups enragés a été réuni pour l'ensemble de la France, de 1578 à 1887 : 3200 victimes de loups enragés ont été recensées, dont les deux tiers identifiées. Durant cette période les attaques de loup enragé sont présentes dans tous les départements, de façon aléatoire, sans saisonnalité, avec un maximum entre 1750 et 1825 (record de 11 victimes en 1766). Les dernières attaques se produisent en 1887, à Mailly-sur-Seille en janvier et à Flammerans en décembre.
Toutes les catégories d'âge sont concernées, avec une légère prédominance des hommes adultes, ce qui s'expliquerait par leur présence majoritaire à l'extérieur et leur interposition en cas d'attaque, et l'absence de stratégie du loup enragé (qui s'attaque à tout venant sans distinction). Cette situation s'oppose en tous points aux attaques de loup prédateur, qui s'effectuent contre l'occupation humaine de son territoire, en s'en prenant d'abord aux proies les plus faibles.
Les attaques d'un loup enragé s'inscrivent dans un itinéraire tragique de plusieurs dizaines de km, frappant plusieurs communes. Elles sont d'autant plus meurtrières lors de rassemblements collectifs (travaux des champs, sorties de messe, assemblées villageoises). 
En France métropolitaine, pour la rage autochtone, le dernier cas humain remonte à 1924, le dernier cas de rage canine à 1958. La rage du renard, repérée sur le territoire en 1968, fait l'objet d'abord d'une tentative d'éradication infructueuse par élimination des populations de renards, puis dans les années 1990 d'une campagne de vaccination de la faune sauvage au moyen d'appâts vaccinaux. Elle est déclarée éliminée en France en 2001,.

## Histoire des connaissances

### Antiquité

#### Orient
La rage est connue depuis au moins 2000 avant Jésus-Christ. La première trace écrite se trouve dans les Lois d'Eshnunna de Mésopotamie (vers -1930), qui demande aux propriétaires de chiens enragés d'éviter les morsures. Une lourde amende est prévue si une tierce personne meurt après avoir été mordue par un chien enragé.
En Chine, la rage canine et humaine sont mentionnées dans des textes du VIe siècle av. J. C. Le médecin alchimiste Ge Hong, du IVe siècle ap. J. C., propose de faire saigner la plaie de la morsure et d'y appliquer la moxibustion (cautérisation).
En Inde, la rage et l'hydrophobie sont décrites dans le Sushruta Samhita, traité de chirurgie attribué à Shushruta. Parmi les remèdes proposés figure le datura.

#### Occident

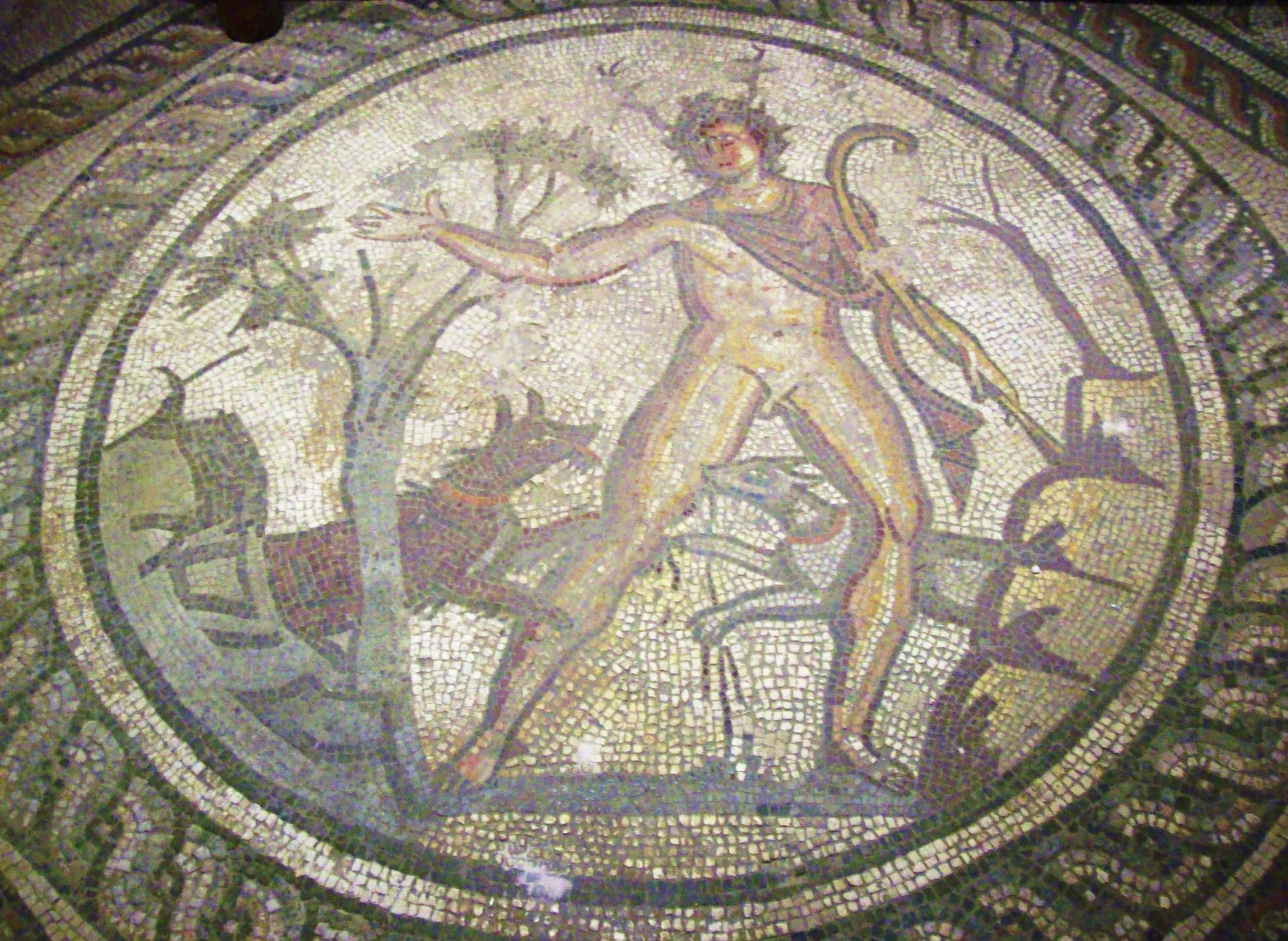
Actéon attaqué par ses propres chiens, mosaïque du Corinium Museum de Cirencester.

Dans la mythologie grecque, Lyssa est le démon ou la déesse de la rage et de la folie furieuse. La rage canine serait représentée par le mythe d'Actéon, le chasseur dévoré par ses propres chiens pour avoir surpris Artémis au bain.

Cependant la rage n'est pas mentionnée dans le corpus hippocratique. En revanche, elle est clairement indiquée par Aristote, dans son Histoire des animaux (VIII, 22), dans le chapitre titré Les maladies du chien :
«...parmi ces maladies, la rage produit la folie et lorsque l'animal a mordu, tous les animaux deviennent enragés, sauf l'homme ; et cette maladie détruit les chiens et tout animal mordu par le chien enragé, sauf l'homme. »
Le sauf l'homme a fait l'objet de discussions jusqu'au XXe siècle. Des érudits de la Renaissance y ont vu une erreur de copiste, d'autres au XIXe siècle en ont déduit que la rage humaine n'existait pas, ou n'était pas la même, au temps d'Aristote. Selon des auteurs du XXe siècle, Aristote aurait voulu dire que la morsure d'une bête enragée n'est pas toujours dangereuse pour l'homme (morsure sur vêtement).
Toutefois Aristote est crédité d'avoir reconnu, dans le même traité, des rages d'animaux domestique, comme celle du chameau (VIII, 22) et celle du cheval (VIII, 24).
De nombreux auteurs romains ont écrit sur la rage comme Dioscoride, Pline, Galien et surtout Celse. Au IIIe siècle ap. J.C, les médecins ont un ensemble d'idées et de pratiques sur la rage, qui vont influencer la médecine médiévale et au delà jusqu'au XVIIIe siècle.
Pline et Galien rapportent la rage à des influences célestes, notamment à l'étoile Sirius de la constellation du Grand Chien et aux périodes de canicule. Pline attribue plus particulièrement la rage à un petit ver situé sous la langue des chiens, c'est le début d'une théorie « parasitaire » de la rage. Celse est l'un des premiers à utiliser le terme de « virus » pour désigner la cause de la rage, non pas au sens moderne, mais au sens de « poison, venin, cause cachée... », c'est le début d'une théorie « venimeuse » de la rage.
La survenue d'une hydrophobie est reconnue, ainsi que son pronostic toujours mortel. Celse recommande un traitement préventif de la plaie : ventouses pour extraire le venin, cautérisation, bain chaud, absorption de vin pur et autres antidotes. Les remèdes à visée curative sont très nombreux, simples ou composés, appartenant aux trois règnes minéral, végétal et animal. Quand l'hydrophobie se manifeste, la dernière ressource est de jeter le malade dans une piscine ou à la mer. C'est le début de la « balnéothérapie » de la rage.
Au Ve siècle ap. J. C. Caelius Aurelianus rassemble toutes les connaissances sur la rage en huit chapitres dans le livre III de son traité De acutis morbis. Il distingue la rage des autres maladies nerveuses (manie, mélancolie, frénésie...), discute de savoir s'il s'agit d'une maladie de l'âme ou du corps, d'une maladie ancienne ou nouvelle, et de son siège exact dans le corps. Partisan de l'école méthodique, il refuse les méthodes cruelles à visée préventive (cautérisations) pour ne donner que les soins palliatifs.

### Moyen-Âge

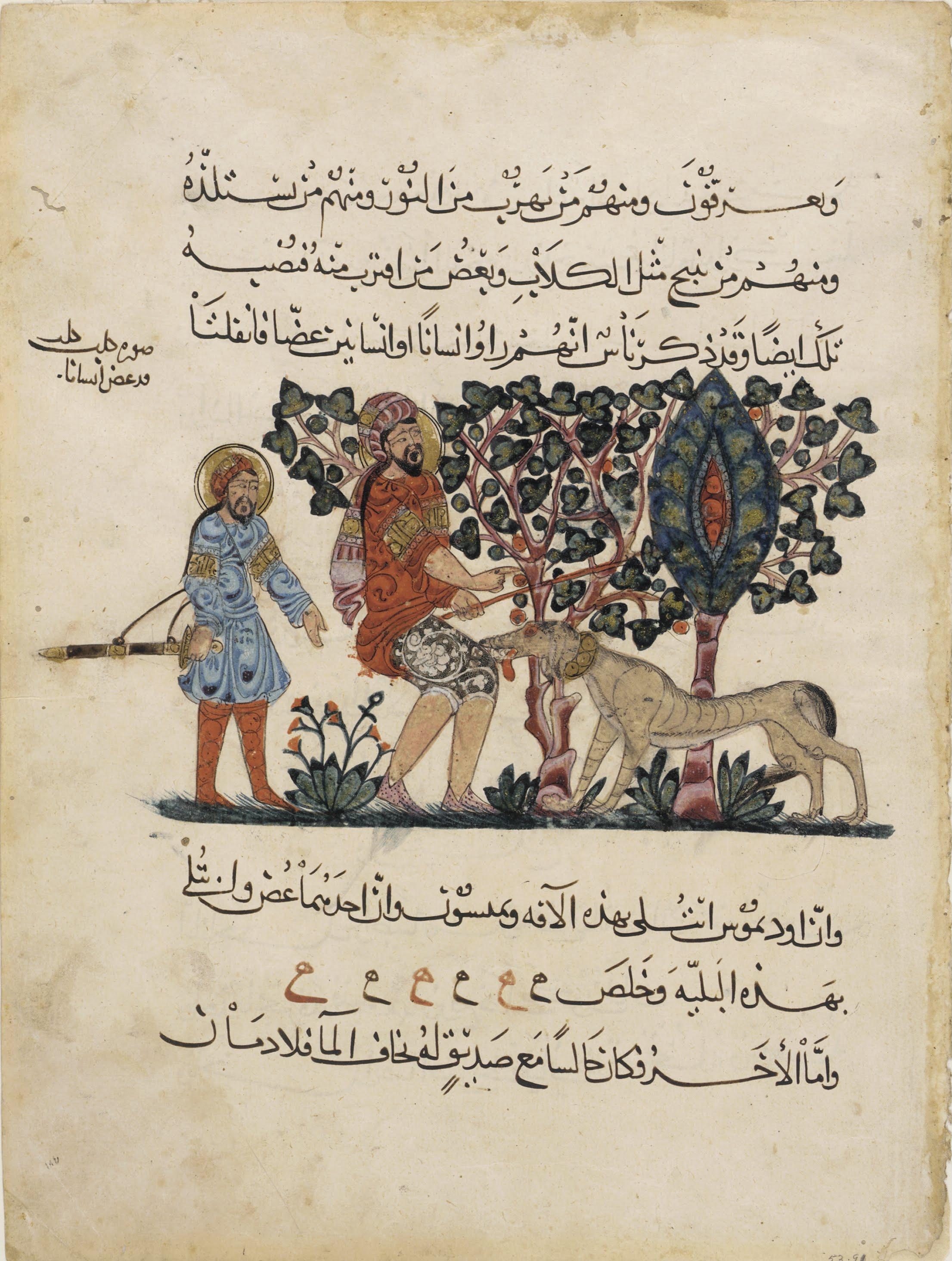
La morsure du chien enragé, miniature (1224) d'une traduction arabe de Dioscoride, Freer Gallery of Art.

Les auteurs byzantins n'apportent guère de données nouvelles, ne faisant que transmettre les données gréco-romaines traditionnelles, en particulier toute la pharmacopée grecque anti-rage comme la cendre d'écrevisse, la racine de gentiane, la thériaque, la décoction de sauge, le foie du chien mordeur... en y ajoutant le sang de perdrix.
La Bible parle de chiens, mais pas de rage. La rage canine est mentionnée dans les différentes versions du Talmud – par exemple la Torah, Yoma (traité), Huitième chapitre –, ainsi que différents remèdes reprenant la tradition grecque. Maïmonide, dans son Traité des poisons, décrit en détail la rage humaine et son traitement.
Chez les auteurs islamiques, Avicenne décrit plus particulièrement la rage de plusieurs espèces animales : celles du loup, chacal, renard, martre... il indique la rage du mulet transmissible à l'homme par morsure. Il développe une théorie humorale de la rage, en attribuant la rage du chien à l'absorption d'eau corrompue ou de viande en putréfaction. La rage est alors corruption et putréfaction des humeurs. Il conseille un traitement à base de cantharide qu'il faut absorber sous forme de trochisque. De nombreux ouvrages de médecine arabe classique mentionnent la rage, ainsi que des ouvrages vétérinaires, jusqu'au XVe siècle.
En Occident médiéval, le savoir sur la rage est beaucoup plus limité, et les auteurs reprennent le plus souvent ce qu'en a écrit Avicenne. Arnaud de Villeneuve, par exemple, attribue la rage des chiens à l'ingestion de cadavres, et Guy de Chauliac insiste sur la cautérisation des morsures.
Le principal saint intercesseur contre la rage est saint Hubert, patron des chasseurs, et dont l'attouchement des reliques de ses sanctuaires (France, Belgique, Allemagne, Suisse...) guérissait la rage. Les premiers cas de « guérison » datent du IXe siècle. Le culte antirabique de Saint Hubert s'est prolongé jusqu'au XIXe siècle ; et jusqu'au XVIIIe siècle des individus se disant descendre de saint Hubert ont vendu leur prétendu pouvoir de guérir la rage par attouchement.
De nombreux autres saints sont invoqués contre la rage, selon les régions. En Bretagne, saint Gildas et saint Tugen ; en Dauphiné, saint Antoine l'ermite ; en Provence, saint Marculphe ; en Belgique, saint Benoit ; en Espagne, sainte Quitterie ; en Orient chrétien saint Tarabô, etc. Dans les églises et autres sanctuaires consacrés, le simple attouchement miraculeux était souvent remplacé par l'application sur la morsure de fer chauffé au rouge, sous forme de clé ou de croix.

### De la Renaissance aux Lumières
L'accès direct aux sources grecques ne fait guère progresser les connaissances, et malgré les observations qui s'accumulent, il y aura très peu d'idées nouvelles ou de faits décisifs avant le XIXe siècle.
L'exception est ici Girolamo Fracastoro (1478-1553) qui, de façon spéculative, expose sa théorie du contagium vivum. Les maladies contagieuses se transmettent par êtres vivants minuscules, germes ou graines, qu'il appelle seminaria. La rage n'est pas une putréfaction mais une contagion par des semina se trouvant dans l'écume (salive) du chien enragé. Selon lui, la maladie se manifeste quand la région du cœur est atteinte, et il préconise de faire saigner et cautériser immédiatement la plaie. Il explique ainsi l'incubation prolongée et les manifestations de la rage:
« Comme les germes rampent lentement, il est naturel de penser qu'ils ont de l'analogie avec les parties solides telles que les nerfs ou autres organes semblables, ou avec quelque humeur épaisse ».

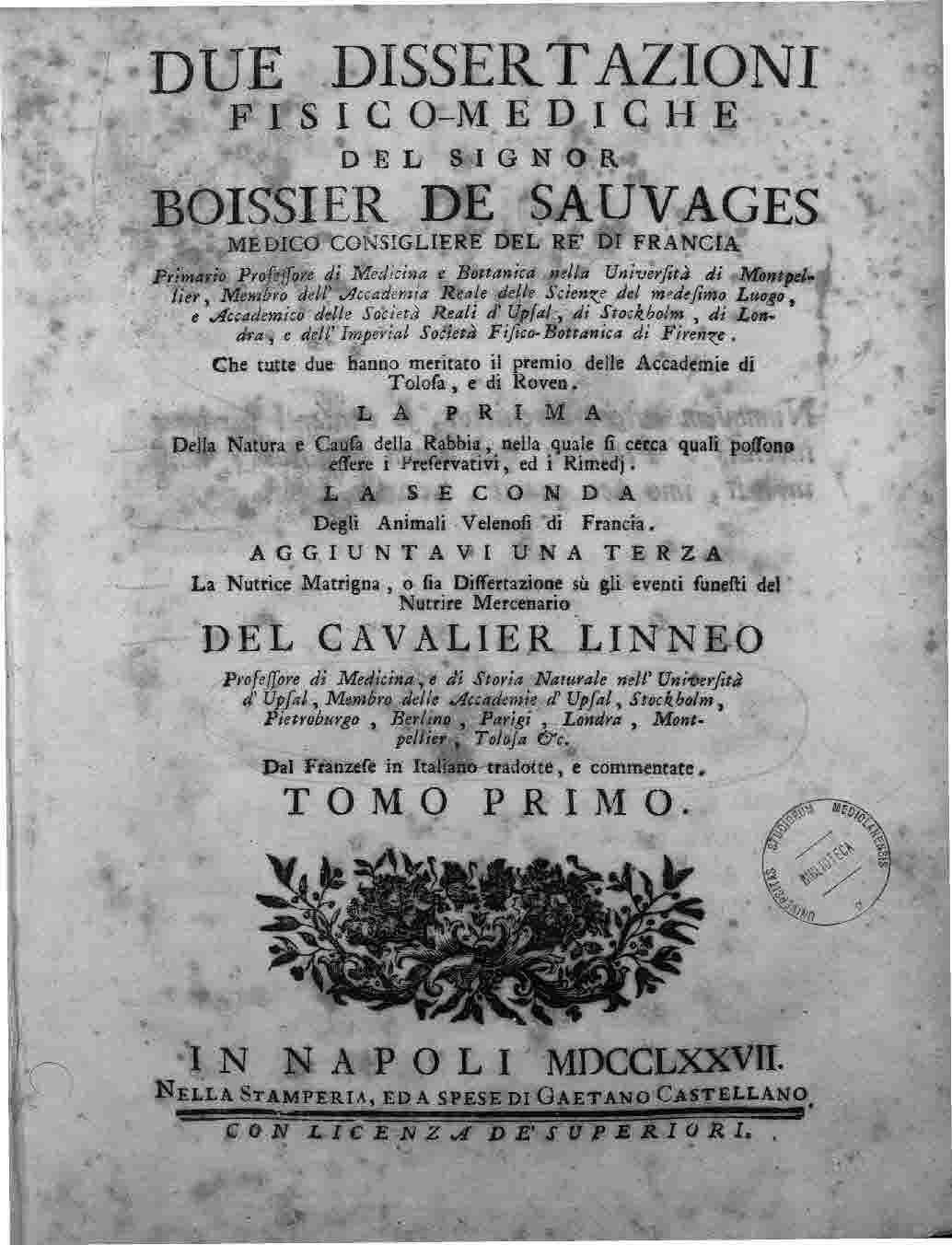
Boissier de Sauvages, Dissertation sur la Rage, édition en italien de 1777.

Après le XVIe siècle, la rage parait s'étendre avec le développement urbain et le vagabondage des chiens errants. Cette extension peut être évaluée par le nombre, sur ce seul sujet, des lois, décrets, règlements... édictés à l'échelle d'une ville, d'une province ou d'un royaume ; et même par les affiches imprimées rappelant le traitement des morsures, et qui étaient apposées dans les endroits publics.
Les traités sur la rage se multiplient donc, du XVIe au XVIIIe siècle. Quelques exemples :
- Pierandrea Mattioli, Commentaires sur les six livres de Ped. Dioscor Anarzabeen de la matière médicinale, 1572, réédition 1579, citant Dioscoride et Galien (mais préconisant la poudre de crabe de rivière ou de scorpion)
- François Boissier de Sauvages, Dissertation sur la nature et la cause de la rage (1749), qui attribue la rage à un venin proche du contenu des pustules de la variole, et analogue au venin de la syphilis.
- Dominique Brogiani, De veneno animantium naturali et acquisito, page 84, 1752, « Les anciens donnaient même impunément pour remède le foie du loup enragé; et Palmarius, le sang desséché du chien malade »
- Charles-Louis-François Andry, Recherches sur la rage, page 416, 1778, réédition 1780, citant les travaux de Dominique Brogiani.

Vers la fin du XVIIIe siècle, l'intérêt pour la rage prend une grande importance en France, surtout après la fondation de la Société Royale de Médecine en 1776, qui diffuse un nouvel esprit d'expérimentation et d'évaluation.
Joseph Ignace Guillotin propose d'infliger des morsures de chiens enragés aux condamnés à mort pour des essais comparatifs de remèdes. John Hunter envisage des inoculations de salive enragée, et Eusebio Valli (it) affirme que celle-ci est rendue moins virulente dans l'estomac de la grenouille. Le premier à publier les résultats de ce type d'expériences est l'allemand Georg Gottfried Zinke qui réalise des rages expérimentales en 1804 sur les chiens, chats, lapins et oiseaux.

### XIXesiècle

#### Débats théoriques
Selon Jean Théodoridès, le début du siècle est marqué, en ce qui concerne la rage, par trois courants médicaux qu'il appelle négatif, neutre et positif.
Le courant neutre est représenté par les ouvrages qui ne font que reprendre les données déjà connues et qui n'apportent rien de neuf sur la question.
Le courant négatif est celui qui nie l'existence même de la rage, ou qui l'assimile à d'autres maladies. Bosquillon (1744-1814) estime que la rage est une maladie imaginaire, que les malades ne meurent pas de la rage, mais de la terreur de la rage, et que le traitement doit consister à rassurer. Tout au long du siècle, des auteurs défendront l'idée que la rage est une manie, un préjugé, ou une maladie de l'esprit, ou qu'il suffit d'évoquer la rage pour la produire chez les sujets craintifs, ce qui en termes modernes se rapproche plutôt de la cynophobie.
D'autres auteurs font de la rage une forme de tétanos, ou encore d'épilepsie. La théorie du « ver de la rage » se trouvant sous la langue du chien (filet de la langue), et remontant à Pline l'Ancien est remise à l'honneur et discutée dans les académies. En 1864, François-Vincent Raspail définit la rage comme un parasitisme du filet de la langue par un insecte, un acarien, ou un helminthe.
Le courant positif s'appuie sur les premiers travaux de Zinke, et les rages animales expérimentales, démontrant qu'il existe bien une rage réelle transmissible. Par inoculation de salive, François Magendie (1782-1855) et Gilbert Breschet (1784-1845) réussissent à transmettre la rage de l'homme au chien, des carnivores aux herbivores et vice-versa, et aux herbivores entre eux. Ce genre d'expérience est repris et développé au cours du XIXe siècle par les vétérinaires, lesquels vont jouer un rôle déterminant.

#### Avancées pratiques

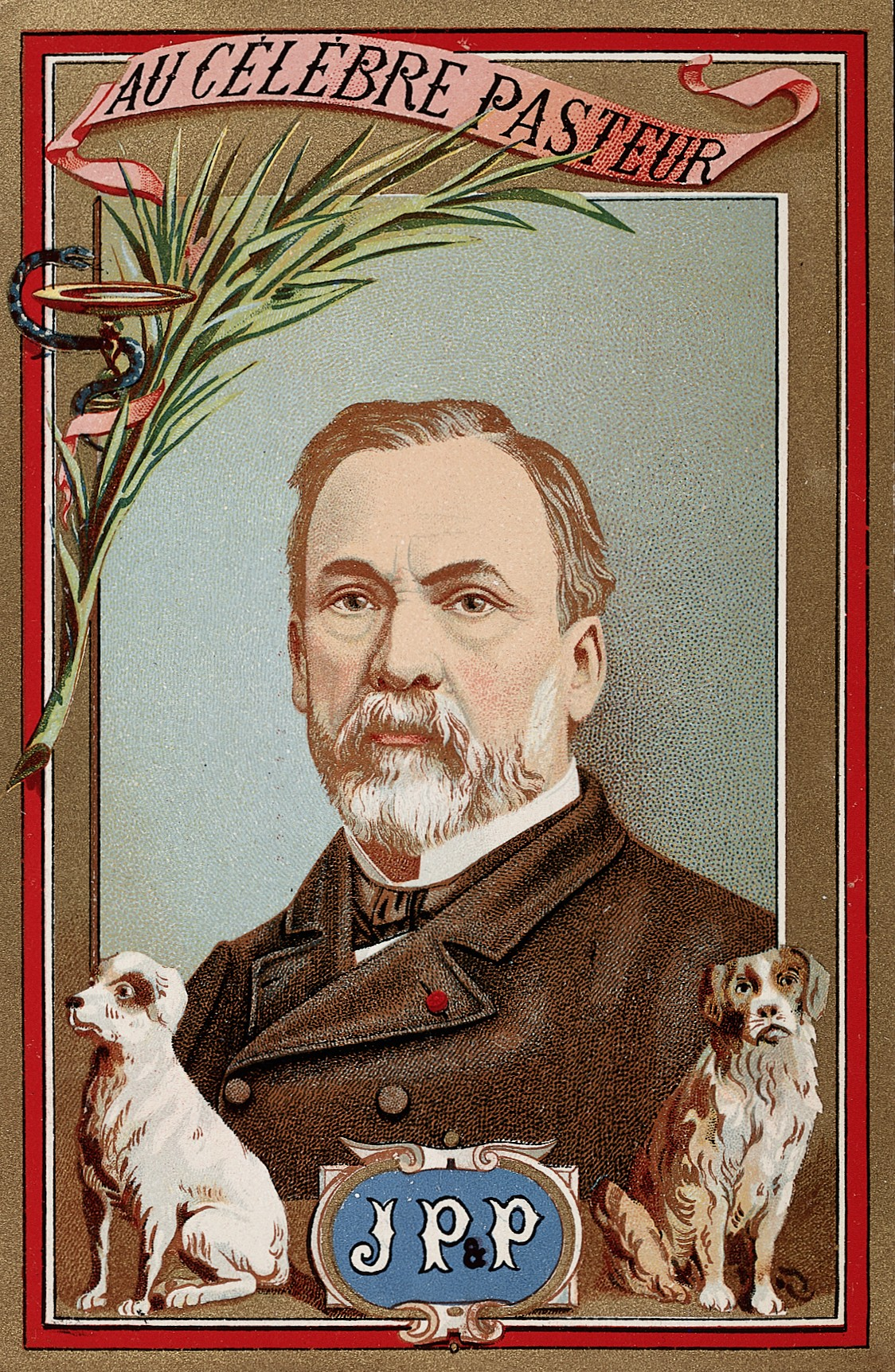
Louis Pasteur en « saint laïque ». Chromolithographie vers 1890.

L'aboutissement des recherches vétérinaires est le fait de Pierre Victor Galtier, professeur à l'École vétérinaire de Lyon. En 1879, il montre que le lapin est un meilleur modèle animal que le chien. Par ses travaux ultérieurs, il réfute l'idée d'une rage spontanée, ainsi que les traitements homéopathiques de la rage.
Il découvre qu'il est possible d'augmenter ou de diminuer la virulence de la rage de laboratoire. Il est le premier à obtenir l'immunisation de mouton et de chèvre, par inoculation intraveineuse de produit rabique. Il est aussi le premier à avoir l'idée de vacciner rapidement après morsure, compte tenu de la longueur de l'incubation, pour avoir un effet curatif par un moyen préventif.
À partir de 1880, Pasteur améliore directement les travaux de Galtier en comprenant que le système nerveux central est le site principal de la rage. Il parvient à obtenir une immunité chez le chien (grâce à Émile Roux). Il utilise pour ce faire la moelle épinière desséchée de lapin mort de rage. En 1885, Pasteur annonce la réussite de la première vaccination humaine, celle de Joseph Meister (1876-1940) mordu par un chien enragé le 4 juillet 1885, et vacciné le 6. Fin 1885, Pasteur déclare « il y a lieu de créer un établissement vaccinal contre la rage », c'est l'acte de naissance du futur Institut Pasteur (inauguré en 1888).
Au 31 octobre 1886, 2490 personnes ont subi le traitement préventif de Pasteur, avec 17 échecs. La méthode se répand très rapidement dans le monde entier, par des laboratoires antirabiques dans la plupart des pays d'Europe et d'Amérique. La découverte fait l'objet d'une abondante littérature et iconographie, ce qui contribue à la constitution d'un « mythe Pasteur », voire d'un « saint laïque ».

### XXesiècle
Au tournant du XXe siècle, la nature exacte de l'agent causal de la rage reste encore indéterminée. Plusieurs microbes avaient été décrits et nommés, comme le « lyssophyton », le « cocco-bacterium lyssae » ou encore un micrococcus... Pasteur lui-même a cru découvrir un pneumocoque comme agent de la rage, avant d'émettre l'hypothèse d'un agent ultramicroscopique.
D'autres auteurs cherchent à isoler, sans succès, une substance toxique, un poison ou une toxine susceptible d'expliquer la rage.

#### Hypothèse parasitaire
Les études histopathologiques ne montraient que des lésions peu spécifiques du tissu nerveux. En 1903, Adelchi Negri (it), un élève de Camillo Golgi, annonce la découverte de corpuscules dans des cellules nerveuses de chien enragé. Ces corps de Negri seront considérées plus tard comme des masses de particules virales, colorables et visibles en microscopie optique. Elles sont effectivement spécifiques de la rage et serviront longtemps de principal moyen de diagnostic en laboratoire.
Cependant, à son époque, Negri les interprète à tort comme un parasitisme intracellulaire par un protozoaire. L'existence d'un « parasite supposé » de la rage, proche des microsporidies, restera mentionné dans des traités aussi renommés que ceux d'Émile Brumpt ou de Pierre-Paul Grassé, jusque vers 1950.

#### Hypothèse virale
En 1903, Paul Remlinger (en) est le premier à indiquer que l'agent de la rage est un virus filtrant, par des expériences analogues (utilisation de filtres) à celles de la découverte du virus de la mosaïque du tabac en 1898.
En 1913, Hideyo Noguchi réussit la première culture du virus rabique in vitro. La nature exacte du virus rabique est progressivement élucidée à partir des années 1930, surtout après l'avènement de la microscopie électronique.

### Histoire des vaccins

#### Vaccin original de Pasteur
Le vaccin original de Pasteur était constitué de suspensions de moelle épinière de lapin enragé, laquelle était atténuée par dessiccation (de virulence décroissante par le temps de dessiccation). La vaccination consistait en une douzaine d'inoculations en dix jours, de virulence croissante. La méthode Pasteur est rapidement acceptée, grâce à l'appui inconditionnel de personnalités scientifiques et politiques, en particulier Alfred Vulpian, Paul Brouardel, Henry Bouley, Auguste Chauveau, Jules Béclard.
Cette nouvelle méthode est aussi vivement critiquée, sur le principe même de vaccination curative (après exposition), sur les statistiques présentées par Pasteur, et sur la dangerosité de la méthode. Les principaux opposants sont Michel Peter, Auguste Lutaud, Gabriel Colin.
Outre plusieurs échecs, des accidents neurologiques sont signalés du temps même de Pasteur, notamment par Auguste Lutaud et plus tard par Paul Remlinger qui parla de « rage de laboratoire ». Ces accidents étaient liés au fait que du matériel encore virulent pouvait être inoculé à la fin de la série de vaccination.

#### Vaccins de première et deuxième génération
Jusqu'aux années 1950, les vaccins antirabiques ont été produits à partir de tissu nerveux de lapin, mouton ou chèvre. Le vaccin de Pasteur fait l'objet de plusieurs améliorations : le vaccin de Claudio Fermi (it) était un vaccin vivant atténué, celui de David Semple (en) un vaccin inactivé, tous deux par le phénol.
Outre le risque de virus reprenant leur virulence, des accidents tenaient aussi au fait que la myéline présente dans le vaccin pouvait causer des encéphalites allergiques, se manifestant comme des paralysies survenant entre le 13e et le 15e jour du traitement.
En 1956, E. Fuenzalida met au point un vaccin inactivé, à taux réduit de myéline, à partir de cerveau de souriceau. Cependant des accidents graves ont pu survenir, comme à Fortaleza au Brésil en 1960,.
Le risque de ces vaccins (rage de laboratoire ou allergie neurologique) a été évalué entre 1 accident sur 230 à 1 sur 8000 selon les vaccins.
Des vaccins inactivés sont alors développés à partir d'œufs embryonnés de canard (DEV Duck Embryo Vaccine), beaucoup plus sûrs (1 sur 32 000) mais aussi moins efficaces,.

#### Vaccins de troisième génération
Les premières recherches sur la production de vaccin antirabique à partir de cultures cellulaires débutent en 1958, d'abord à partir de cellules rénales de hamster. Puis à partir des années 1980, différents autres milieux de culture sont utilisés, dont les principaux sont les cellules diploïdes humaines (HDCV Human Diploïd Cell Vaccine), les cellules Vero (PVRV Purified Vero Rabie Vaccine), les cellules d'embryons de poulet (PCECV Purified chick embryo Cell Vaccine).
Ces vaccins sont les plus utilisés dans le monde au début du XXIe siècle.
En 1982, en Thaïlande, le passage du vaccin de Semple (inactivé sur tissu nerveux) au HDCV a fait chuter le taux de complication neurologique de 1 sur 155 à moins de 1 sur cinquante mille.

## Dans la littérature

### De l'Antiquité aux Lumières
Le terme de rage, en grec lyssa, se trouve dans plusieurs auteurs anciens soit pour désigner la maladie (Homère, Xénophon), soit la colère furieuse (Eschyle, Euripide). Dans l'Iliade (IX, 299) d'Homère, Teucros traite Hector de « chien enragé ».
La maladie humaine clairement associée à la maladie animale est mentionnée par des auteurs grecs tels que Théocrite Les Pâtres, Plutarque Propos de table (VIII, 9), Pausanias Arcadiques (VIII, 19, 2) et Lucien de Samosate Dialogues.
De nombreux auteurs latins font allusion à la rage comme Virgile Géorgiques (VIII), Horace lettre à Julius Florus, Ovide, Métamorphoses (XI) et Pontiques (I, 3), Apulée Métamorphoses (IX).
Au Ve siècle, la rage fait l'objet d'un commentaire par Saint Augustin dans la Cité de Dieu (XXII), mais au Moyen-Âge, les passages littéraires concernant la rage sont plus rares Dans une lettre de rémission de 1446, on trouve un cas de rage humaine survenu à Wissous, où le patient fut étouffé par sa famille afin d'abréger ses souffrances.

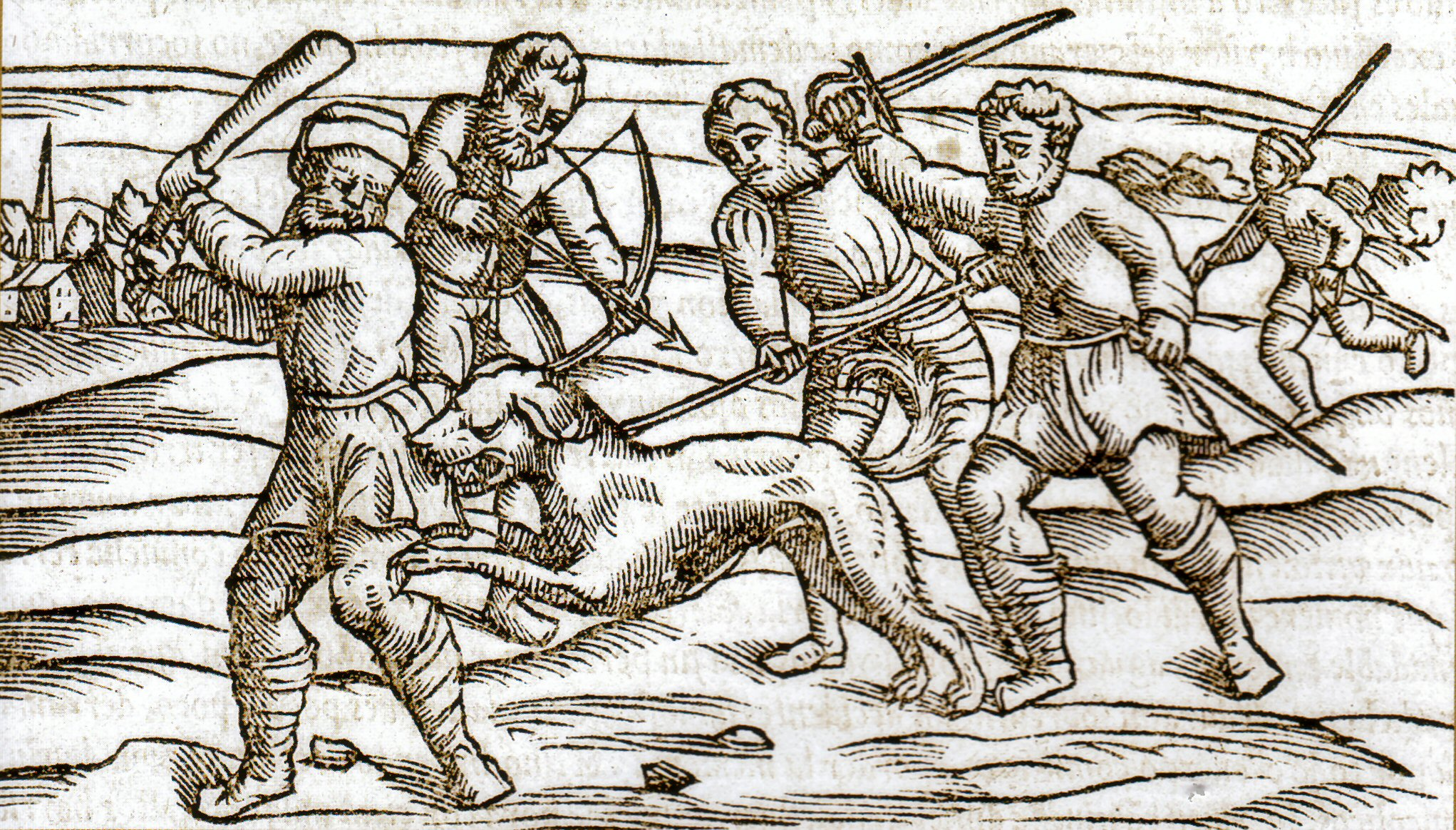
Chien enragé poursuivi par des paysans. Gravure sur bois (1560) illustrant le Commentarii de Pierandrea Mattioli, Venise, 1560.

À la Renaissance, François Rabelais mentionne les chiens enragés dans la liste des animaux venimeux, Quart Livre (LXIV). L'attribution de la rage à un venin devient habituelle, on la trouve chez Montaigne, Apologie de Raymond Sebond. Dans une de ses pièces, Shakespeare fait allusion à la rage-maladie lorsqu'un personnage traite l'autre de « roquet à la bouche venimeuse que l'on doit museler » (Henry III, Acte I).
Dans une de ses lettres (mars 1671), Mme de Sévigné parle du traitement de la rage par les bains de mer.
La peur du loup dans la culture, comme présentée dans Le Petit Chaperon rouge, vient largement des loups enragés qui attaquaient l'homme. Charles Perrault fait allusion à la rage dans La Belle au bois dormant.
Dans un traité militaire du XVIIe siècle, un officier d'artillerie polonais Sieminowicz propose d'utiliser des projectiles empoisonnés de bave de chiens enragés pour corrompre l'atmosphère de l'ennemi.
Au XVIIIe siècle, dans le Paysan parvenu (1754) de Marivaux, il est question d'un gentilhomme attaqué par un loup et qui doit prendre des bains de mer. Voltaire écrit que l'on devrait étouffer ceux qui sont atteints de rage, mais selon Jean Starobinski, Voltaire ne parle pas de la rage, mais fait une allusion cachée au cynisme présumé de Jean-Jacques Rousseau qui est pour Voltaire le « bâtard du chien de Diogène ».
Nicolas Restif de la Bretonne exprime plusieurs fois son aversion pour les chiens et la crainte des chiens enragés, dans Les Nuits de Paris et Monsieur Nicolas. Olivier Goldsmith rédige un poème sur un chien enragé dans Le Vicaire de Wakefield (1766).
Dans le roman Pauliska ou la Perversité moderne (1797-98) de Révéroni Saint-Cyr, on trouve une gravure en frontispice, représentant un homme cherchant à mordre le bras d'une femme, avec la légende « l'Amour est une rage, il peut s'inoculer par la morsure. ».

### XIXesiècle

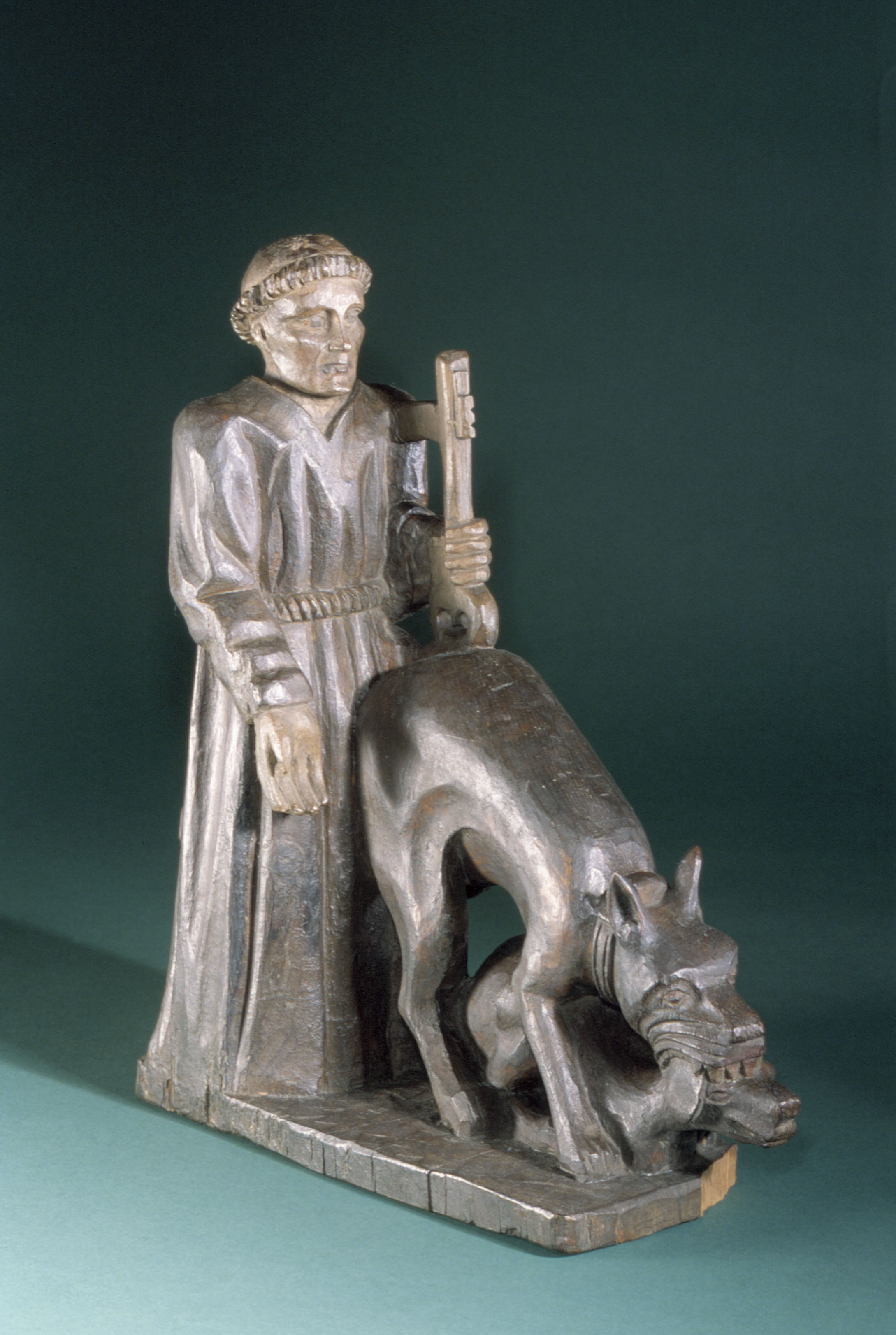
Saint Tugen, saint breton invoqué contre la rage. Bois sculpté du XIXe siècle.

De nombreux auteurs évoquent la rage dans leurs œuvres. Parmi les plus connues :
- La Chartreuse de Parme, de Stendhal.
- Le père d'Honoré de Balzac, Bernard-François Balzac, administrateur de l'hospice général de Tours, a écrit une Histoire de la rage (1810), mais Honoré de Balzac ne mentionne pas la rage dans son œuvre ou peut-être dans Illusions perdues. Balzac connaissait bien Andry, auteur de Recherches sur la rage (1778), traité renommé de son époque. Ce médecin apparait sous le nom de Haudry dans plusieurs de ses romans comme César Birotteau[53].
- Notre-Dame de Paris, de Victor Hugo, où l'auteur cite la formule magique Hax, pax, max, pour écarter les chiens enragés.
- La Petite Fadette, de George Sand, où l'on guérit un chien enragé qui cesse de mordre.
- Le Midi de la France (1851), d'Alexandre Dumas, où un rituel contre la rage est mentionné.
- Avatar, une nouvelle de Théophile Gautier.
- Les Frères Karamazov de Dostoievesky, et Contes de Tchekov.
- Bouvard et Pécuchet, de Gustave Flaubert.
- Le Sphynx des glaces, de Jules Verne.
- Les Petites Filles modèles, de la comtesse de Ségur.
- Enragée ? une nouvelle de Guy de Maupassant.
- La Doulou, d'Alphonse Daudet.
- Les Morticoles (1894), de Léon Daudet.

### XXesiècle

#### En français
De façon directe ou métaphorique, la rage est mentionnée dans :
- Tarendol, de Barjavel.
- L'écume des jours, de Boris Vian.
- Les Eaux et Forêts, de Marguerite Duras.
- Fin de partie, de Beckett.
- Belle du seigneur, d'Albert Cohen.
- Les yeux jaunes (1979), de Jacques Chessex.
- La Chute, de Camus.

#### En anglais
En littérature anglo-saxonne, les allusions à la rage sont beaucoup plus fréquentes, à cause des mesures rigoureuses prises par les britanniques pour défendre leur territoire contre la rage importée.
Kipling utilise souvent la comparaison avec une bête enragée, et le dramaturge Synge y fait allusion dans Le baladin du monde occidental. De même Jack London parle beaucoup des chiens et de la rage dans son œuvre, notamment dans L'appel de la forêt où un cas de rage canine est décrit avec réalisme. James Joyce la mentionne dans Ulysse. Noel Coward a écrit un poème Mad dogs and Englishmen (Les chiens enragés et les Anglais) qui a été mis en musique en 1932.
Parmi les auteurs américains, on trouve par exemple Tennessee Williams dans des nouvelles comme La statue mutilée et La Quête du chevalier ; William Burroughs dans Exterminateur ! ; Patrick White, Prix Nobel 1973, dans Voss ; Bernard Malamud dans Le Tonneau magique ; Stephen King dans Cujo, 1981, dans lequel le chien éponyme est atteint de la rage.

#### Autres
Parmi les auteurs italiens, Ignazio Silone dans L'aventure d'un pauvre chrétien ; Carlo Levi dans Le Christ s'est arrêté à Eboli ; Dino Buzzati dans Le chien qui a vu Dieu ; Umberto Eco dans Le Nom de la rose fait allusion à un traité arabe sur la rage.
Parmi les auteurs espagnols, José Cela dans La Famille de Pascal Duarte. La fréquence de la rage en Amérique Latine explique que deux Prix Nobel en parlent : Gabriel Garcia Marquez dans Cent ans de solitude, et Miguel Anguel Asturias dans Monsieur le Président.
Parmi les auteurs en allemand, Ernst Jünger mentionne la rage dans son Journal, Chasses subtiles, et L'Auteur et l'écriture. Adolf Muschg est l'auteur d'une nouvelle Épitre à la sœur d'un poète sur le personnage historique de Ferdinand Raimund et sa crainte obsédante et morbide, durant toute sa vie, d'attraper la rage et qui se suicida après avoir été mordillé par un chien non enragé.

### XXIesiècle
La littérature fantastique et de science-fiction post-apocalyptique, comme Le jour des Triffides (1951) de John Wyndham ou Je suis une légende (1954) de Richard Matheson, inspire une production cinématographique sur le thème des zombis. Cette thématique s'enrichit au XXIe siècle de l'idée des zombis comme le résultat d'un virus de la rage génétiquement modifié, par chimérisme avec le virus de la grippe.